# Jochem Uytdehaage
Jochem Simon Uytdehaage (ur. 9 lipca 1976 w Utrechcie) – holenderski łyżwiarz szybki, trzykrotny medalista olimpijski oraz dwukrotny mistrz świata.

## Kariera
Specjalizował się w długich dystansach. Największe sukcesy osiągnął w 2002 roku, kiedy zdobył pięć medali na międzynarodowych imprezach. W lutym wystartował na igrzyskach olimpijskich w Salt Lake City, gdzie zwyciężał na dystansach 5000 i 10 000 m, a w biegu na 1500 m był drugi. W najkrótszym biegu lepszy okazał się jedynie Amerykanin Derek Parra. We wszystkich tych startach Holender poprawiał rekordy świata. Niecały miesiąc później zdobył złoty medal podczas wielobojowych mistrzostw świata w Heerenveen, a następnie zwyciężył również na mistrzostwach Europy w Erfurcie. Za te osiągnięcia w 2002 został uhonorowany Nagrodą Oscara Mathisena. Na rozgrywanych rok później mistrzostwach świata na dystansach w Berlinie zwyciężył w biegu na 5000 m. Zdobył ponadto brązowy medal w wieloboju na mistrzostwach Europy w Heerenveen w 2004 roku oraz złoty w tej samej konkurencji na mistrzostwach Europy w Heerenveen w 2005 roku. Ośmiokrotnie stawał na podium zawodów Pucharu Świata, odnosząc przy tym dwa zwycięstwa. W sezonie 2002/2003 był trzeci w klasyfikacji końcowej na 5000 m/10 000 m. Wyprzedzili go jedynie jego rodacy: Carl Verheijen oraz Bob de Jong.
Ustanowił pięć rekordów świata. Jako pierwszy człowiek złamał barierę trzynastu minut na dystansie 10 000 metrów (12:58,92).